# Oswaldo Blanco
Oswaldo Enrique Blanco Mancilla (Cartagena, 21 de mayo de 1990) es un futbolista colombiano. Juega como delantero en Club Aurora de la Primera División de Bolivia.
Oswaldo, llegó al Deportivo Merlo juntó con Juan Bravo a manera de intercambio por Franco Armani.

## Clubes
| Club                  | País        | Año           |
| --------------------- | ----------- | ------------- |
| Atlético Nacional     | Colombia    | 2008 - 2010   |
| Deportivo Merlo       | Argentina   | 2010 - 2013   |
| Los Andes             | Argentina   | 2013          |
| América de Cali       | Colombia    | 2014 - 2015   |
| Acassuso              | Argentina   | 2016          |
| Deportivo Merlo       | Argentina   | 2016          |
| Deportivo Laferrere   | Argentina   | 2017 - 2018   |
| Sportivo Italiano     | Argentina   | 2018 - 2019   |
| Alianza               | El Salvador | 2020 - 2021   |
| Atlético Palmaflor    | Bolivia     | 2021          |
| Aurora                | Bolivia     | 2022 - 2024   |
| San Antonio Bulo Bulo | Bolivia     | 2025          |
| Aurora                | Bolivia     | 2025-presente |